# 印度苦楝樹

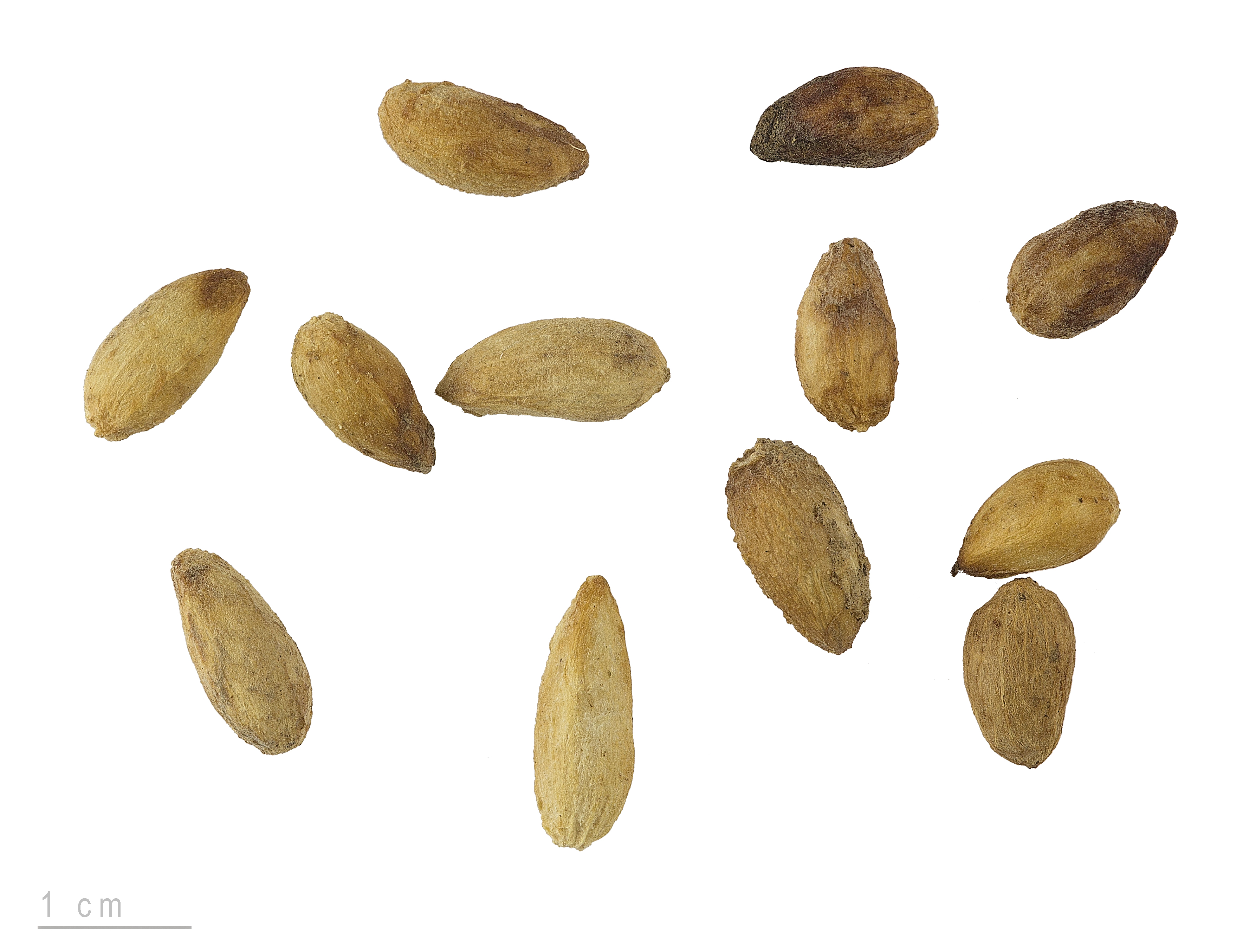
Azadirachta indica

印度苦楝樹（学名：Azadirachta indica），又稱印度楝樹、印度蒜楝、印度假苦楝、寧樹（英語：Neem）、印度紫丁香（Indian lilac），楝科蒜楝屬植物，分布於印度、緬甸、孟加拉、斯里蘭卡、馬來西亞與巴基斯坦等亞洲亞熱帶、熱帶氣候地區。其种加词“indica”意为“印度的”。
它生長快速，可以達到15-20公尺高，少數甚至可以達到35-40公尺高。它是常青樹，但在嚴重乾旱時，葉子會大部份或全部掉落。
印度苦楝具備殺蟲、滅菌的功效，長期被人當成草藥使用。在阿育吠陀中就記載了它的療效。
從印度苦楝中提取的印楝素，能防治200多種農林倉儲害蟲，為公認的高效廣譜無公害生物殺蟲劑。